# Wicekrólowie Sardynii

## Rządy aragońskie (1418-1516)
W latach 1418–1516 Sardynia należała do Królestwa Aragonii.
- Luis de Pontos (1418-1419)
- Juan de Corbera (1419-1420)
- Riambaldo (1420-1421)
- Bernardo de Centelles (1421-1437)
- Francisco de Eril (1437-1448)
- Nicolás Carroz de Arborea (1460-1479)
- Pedro Maza de Linaza (1479)
- Ximén Pérez Escrivá de Romaní (1479-1483)
- Guillermo de Peralta (1483-1484)
- Ximén Pérez Escrivá de Romaní (1484-1487) (ponownie)
- Iñigo Lopez de Mendoza y Quiñones (1440 - 1515)
- Juan Dusay (1491-1501)
- Benito Gualbes (tymczasowo) (1501-1502)
- Juan Dusay (1502-1507) (ponownie)
- Jaime Amat (1507-1508)
- Fernando Girón de Rebolledo (1508-1515)
- Ángel de Vilanova (1515-1529)

## Rządy hiszpańskie (1516-1714)
1516 rok to powszechnie akceptowana data zjednoczenia Hiszpanii.
- Martín de Cabrera (1529-1532)
- Jaime de Aragall (tymczasowo) (1533)
- Francisco de Serra (tymczasowo) (1533)
- Antonio Folc de Cardona y Enriquez (1534-1549)
- Pedro Veguer, biskup Alghero (1542-1545) (tymczasowo podczas nieobecności)
- Jerónimo Aragall (1549-1550) (tymczasowo)
- Lorenzo Fernández de Heredia (1550-1556)
- Jerónimo Aragall (tymczasowo) (1556) (po raz drugi)
- Álvaro de Madrigal (1556-1569)
- Jerónimo Aragall, (1561) (po raz trzeci)
- Juan Coloma y Cardona hrabia Elda (1570-1577)
- Jerónimo Aragall (tymczasowo) (1577-1578) (po raz czwarty)
- Miguel de Gurrea y Moncada (1578-1584), wicekról Majorki (1575 - 1578)
- Gaspar Vicente Novella, Arcybiskup Cagliari (1584 - 1586)
- Miguel de Gurrea y Moncada, (1586-1590) (ponownie)
- Gastón de Moncada, markiz Aitona (1590-1595)
- Antonio Coloma y Saa hrabia Elda (1595-1603)
- Alfonso Lasso y Sedeño, Arcybiskup Cagliari (1597-1599)
- Juan de Zapata, (1601-1602)
- Jaime Aragall (tymczasowo) (1603-1604)
- Pedro Sánchez de Calatayud, hrabia Real (1604-1610)
- Jaime Aragall (tymczasowo) (1610-1611) (ponownie)
- Carlos de Borja książę Gandia (1611-1617)
- Alonso de Eril, hrabia Eril (1617-1623)
- Luis de Tena (tymczasowo) (1623)
- Juan Vives de Canyamás, Baron Benifayró (1623-1625)
- Diego de Aragall (tymczasowo)(1625)
- Pedro Ramón Zaforteza hrabia Santa María de Formiguera (Capitán General) (1625-1626)
- Jerónimo Pimentel, markiz Bayona (1626-1631)
- Diego de Aragall (interim) (1631) (po raz drugi)
- Gaspar Prieto, Arcybiskup Alghero (tymczasowo) (1631-1632)
- Antonio de Urrea, markiz Almonacir (1632-1637)
- Diego de Aragall (tymczasowo) (1637-1638) (po raz trzeci)
- Gianadrea Doria książę Melfi (1638-1639)
- Diego de Aragall (tymczasowo) (1639-1640) (po raz czwarty)
- Fabrizio Doria, książę Arellano (1640-1644)
- Luis Guillermo de Moncada, książę Montalto (1644-1649)
- Bernardo Matías de Cervelló (tymczasowo) (1649)
- Giangiacomo Teodoro Trivulzio (1649-1651)
- Duarte Álvarez de Toledo, hrabia Oropesa (1651)
- Beltrán Vélez de Guevara, markiz Campo Real (1651-1652)
- Pedro Martínez Rubio arcybiskup of Palermo (1652-1653)
- Francisco Fernández de Castro Andrad, hrabia Lemos (1653-1657)
- Bernardo Matías de Cervelló (tymczasowo) (1657) (po raz drugi)
- Francisco de Moura, markiz Castel Rodrigo (1657-1661)
- Pedro Vico, Arcybiskup Cagliari (tymczasowo) (1661-1662)
- Niccolò Ludovisi, książę Piombino (1662-1664)
- Bernardo Matías de Cervelló (interim) (1664-1665) (po raz trzeci)
- Manuel de los Cobos, markiz Camarasa (1665-1668)
- Francisco de Tutavila y del Rufo, książę San Germán (1668-1672)
- Fernando Joaquín Fajardo de Zúñiga Requesens, markiz los Vélez (1673-1675)
- Melchor Cisternes de Oblite (tymczasowo) (1675)
- Francisco de Benavides de la Cueva, markiz las Navas (1675-1677)
- Melchor Cisternes de Oblite (tymczasowo) (1679-1680) (ponownie)
- José de Funes y Villalpando, markiz Ossera (1680)
- Philip of Egmont, hrabia Egmont (1680-1682)
- Diego Ventura, Archbishop of Cagliari (tymczasowo) (1682)
- Antonio López de Ayala Velasco, hrabia Fuensalida (1682-1686)
- José Delitala y Castelví (tymczasowo) (1686-1687)
- Niccolò Pignatelli, książę Monteleone (1687-1690)
- Carlos Homo Dei Moura y Pacheco, markiz Castel Rodrigo (tymczasowo) (1690)
- Luis Moscoso Ossorio, hrabia Altamira (1690-1696)
- José de Solís Valderrábano Dávila, hrabia Montellan (1697-1699)
- Fernando de Moncada, książę San Juan (1699-1703)
- Francisco Ginés Ruiz de Castro, hrabia Lemos (1703-1704)
- Baltasar de Zúñiga y Guzmán, markiz Valero (1704-1706)
- Pedro Manuel Colón de Portugal, książę Veragua (1706-1709), ostatni wicekról Filipa V.

### Okupacja austriacka
Wicekrólowie Karola III
- Fernando de Silva y Meneses hrabia Cifuentes (1709-1710)
- Jorge de Heredia hrabia Fuentes (1710-1711)
- Andrés Roger de Eril hrabia Eril (1711-1713)

## Rządy austriackie (1714-1717)
Na mocy pokoju w Rasttat Sardynia zostaje włączona do Austrii.
- Pedro Manuel, hrabia Ayala (1713-1717)
- José Antonio de Rubí y Boxadors, markiz Rubí (1717)

## Rządy hiszpańskie (1717-1720)
Wyspa została zajęta przez wojska hiszpańskie podczas wojny czwórprzymierza
- Giovan Francesco di Bette markiz di Lede (1717-1718)
- Gonzalo Chacón (1718-1720)

## Rządy sabaudzkie (Królestwo Sardynii) (1720-1848)
Sardynia została oddana Księstwu Sabaudii w 1720 na mocy traktatu haskiego.
- Filippo-Guglielmo Pallavicini, baron di St. Rémy (1720 - 1724)
- Doria Del Marco (1724 - 1726)
- Filippo-Guglielmo Pallavicini, baron di St. Rémy (ponownie) (1726 - 1728)
- Pedro, marchese di Cortanye (1728 - 1730)
- Girolamo Galletti, marchese di Castagnole i di Barolo (1730 - 1735)
- Carlo-Amadeo San-Martino, marchese di Rivarolo (1735 - 1739)
- Conte d'Allinge d'Apremont (1739 - 1741)
- Barone di Blonay (1741 - 1745)
- Del-Carretto, marchese di Santa-Giulia (1745 - 1748)
- Emanuele, principi di Valguarnera (1748 - 1751)
- Giamnattista Cacherano, conte di Brischerasio (1751 - 1755)
- Costa, conte della Trinitá (1755 - 1763)
- Giuseppe-Vincenzo-Francesco-Maria Lascaris, marchese della Rocchetta (1777 - 1781)
- Giambattisa Alfieri (1763)
- Solaro De Govone (1763)
- Lodovico Costa Della Trinitá (1763 - 1767)
- Vittorio-Lodovico d'Hallot, conte des Hayes (1767 - 1771)
- Caissotti, conte di Roubion (1771 - 1773)
- Filippo Ferrero, marchese di La Marmora (1773 - 1777)
- Giuseppe-Vincenzo-Francesco-Maria Lascaris, marchese della Rocchetta (1777 - 1781)
- Carlo-Francesco De Valperga, conte di Masino (1781 - 1783)
- Solaro de Maretta (1783 - 1787)
- conte Thaon de Sant 'Andrea (1787 - 1790)
- Carlo Balbiano (1790 - 1794)
- Filippo, marchese Vivalda (1794 - 1799)
- Karol Felix, późniejszy Król Sardynii (1799 - 1802)
- W latach 1802 - 1814 wakat z powodu samodzielnych rządów króla, wygnanego z Piemontu przez Napoleona.
- Karol Felix, późniejszy Król Sardynii (ponownie) (1814 - 1817)
- Ignazio Thaon De Revel, conte di Pratolungo (1817 - 1820)
- Ettore Veuillet, marchese d'Yenne (1820 - 1822)
- Giuseppe-Maria Galleani, conte di d'Agliano (1822 - 1823)
- Gennaro Roero, conte di Monticelli (1823 - 1824)
- Giuseppe Tornielli, conte di Vergano (1824 - 1829)
- Giuseppe-Maria Robert, conte di Castelvero (1829 - 1831)
- Giuseppe-Maria Montiglio d'Ottiglio ed Villanova (1831 - 1840)
- Giacomo, conte d'Asarta (1840 - 1843)
- Claudio Gabriele de Launay (1843 - 1848)